# Mistrovství Evropy retrieverů 2021
Mistrovství Evropy retrieverů 2021 (ERC 2021) byl I. ročník mezinárodní soutěže jednotlivců ve field trialu retrieverů, který se konal 22. a 23. října 2021 v Maďarsku poblíž obce Derekegyház. Pořadatelem soutěže byl Retriever Munkakutya Sportegyesület (RMSE).
Soutěže se zúčastnilo 30 psů z 10 zemí. Vítězem se stal Stef Bollen z Belgie s fenou De Dee Arlet Star před Paulem Lesagem z Francie s fenou Masters of Water Nott.

## Rozhodčí
RMSE nominovala čtyři rozhodčí. 
| Rozhodčí                                                          |                           |
| ----------------------------------------------------------------- | ------------------------- |
| \| - Dirk Volders - Pieter Vivijs \| - Rob Schmidt - Ton Buijs \| |                           |
| - Dirk Volders - Pieter Vivijs                                    | - Rob Schmidt - Ton Buijs |

## Výsledky

### Soutěžící
Každá členská země mohla vyslat 3 psy. Do soutěže se přihlásilo 35 psů vč. rezervních ze 13 zemí.

Seznam soutěžících z jednotlivých zemí po rozlosování (řazeno podle země).
| St.č. | Vůdce                        | Pes                                       | Plemeno | Vrh               |
| ----- | ---------------------------- | ----------------------------------------- | ------- | ----------------- |
| 14    | Kurt Becksteiner             | Fendawood Dave                            | LR      | 5. březen 2014    |
| 16    | Philipp Birchbauer           | Glenbriar Hiral                           | LR      | 11. listopad 2016 |
| 1     | Sandra Krainz                | Highwalk Limerick                         | LR      | 8. červen 2015    |
| 17    | Werner Reicher               | Elderwood a Masterpiece                   | LR      | 18. březen 2017   |
| 11    | Stef Bollen                  | De Dee Arlet Star                         | LR      | 19. březen 2016   |
| 23    | Kristie Deckers              | Kensteen Rocket                           | LR      | 18. duben 2017    |
| 19    | Martin Incédi                | Arapaho Shelf Lavondyss                   | LR      | 19. červen 2013   |
| 4     | Jon Andersen                 | Frank In Greenwood                        | LR      | 30. září 2013     |
| 10    | Annika Christiansen          | Stenhøjgårds Fascination                  | LR      | 13. březen 2016   |
|       | Jan Lorenzen                 | Stenhøjgårds Frida                        | LR      | 13. březen 2016   |
| 21    | Timo Luomanen                | Ragweed's Easyrider of Fendawood          | LR      | 8. květen 2014    |
| 3     | Jukka Rastas                 | Lekking Clover Astro                      | LR      | 4. prosinec 2013  |
| 30    | Maarit Saarinen              | Fendawood Louisiana                       | LR      | 6. březen 2017    |
| 9     | Emmanuel Cormier             | Masters of Water Nice                     | LR      | 4. leden 2017     |
| 25    | Clarisse Desloover           | Masters of Water Only Born To Be The Best | LR      | 15. březen 2018   |
| 13    | Paul Lesage                  | Masters of Water Nott                     | LR      | 4. leden 2017     |
| 5     | Emmanuel Cormier             | Cool Mint Arlet Star                      | LR      | 3. březen 2014    |
| 29    | Jochen Waschke               | Saffronlyn Woodcock                       | LR      | 7. květen 2017    |
| 18    | Rita Kökény                  | Blackthorn Aruna Russki                   | LR      | 14. duben 2016    |
| 24    | Maria Kacsalova              | Spiritlane Anagarika                      | LR      | 29. květen 2014   |
|       | Andrea Böszörményi           | Brookbank Dragonfly                       | LR      | 4. duben 2015     |
|       | Zsolt Böszörményi            | Brookbank Ellwood                         | LR      | 6. prosinec 2016  |
| 7     | Zoccali Angelo               | Groowingtide                              | LR      | 3. únor 2017      |
| 20    | Ricci Roberta                | Think Twice Some Other Time               | GR      | 7. listopad 2015  |
| 28    | Stefano Martinoli            | Jane Wells DJ Persik                      | LR      | 29. duben 2015    |
|       | Costi Francesca              | Waterfriend Do It Better                  | LR      | 20. květen 2014   |
| 27    | Jurjen Dijkstra              | Sasawot Aranyu Sinne                      | LR      | 21. duben 2015    |
| 26    | Roy Ehbel                    | Rebel Blend Daddy Longlegs                | LR      | 5. srpen 2017     |
| 15    | Petra Vingerhoets            | Heather of the Spring Cottage             | LR      | 13. listopad 2013 |
| 8     | Marek Ďurka                  | Arapaho Remus Lavondyss                   | LR      | 19. červen 2013   |
| 12    | Xabier Moyua Telleria        | Cherokee De Igaraba                       | LR      | 24. srpen 2017    |
| 2     | Francisco Isern Canet        | Elsa De Enanzo                            | LR      | 17. únor 2018     |
| 6     | Luis Alberto Montuenga Dueso | Emma De Enanzo                            | LR      | 17. únor 2018     |
| 22    | Heike Jansky                 | Adrenaline of Druid's Peak                | LR      | 16. březen 2014   |
|       | Reinle Gérard                | Lesser Burdock Balan                      | LR      | 19. květen 2012   |

      náhradník

### I. soutěžní den - kvalifikace
První den proběhla kvalifikace do nedělního finále (řazeno podle startovního čísla).
| St.č. | Vůdce               | Pes                        | Plemeno |
| ----- | ------------------- | -------------------------- | ------- |
| 7     | Zoccali Angelo      | Groowingtide               | LR      |
| 8     | Marek Ďurka         | Arapaho Remus Lavondyss    | LR      |
| 9     | Emmanuel Cormier    | Masters of Water Nice      | LR      |
| 10    | Annika Christiansen | Stenhøjgårds Fascination   | LR      |
| 11    | Stef Bollen         | De Dee Arlet Star          | LR      |
| 13    | Paul Lesage         | Masters of Water Nott      | LR      |
| 26    | Roy Ehbel           | Rebel Blend Daddy Longlegs | LR      |
| 28    | Stefano Martinoli   | Jane Wells DJ Persik       | LR      |

### II. soutěžní den - finále
Kompletní výsledky po druhém soutěžním dni.
| Poz.                                         | St.č. | Vůdce                        | Pes                                       | Plemeno | Hodnocení   | Tituly                |
| -------------------------------------------- | ----- | ---------------------------- | ----------------------------------------- | ------- | ----------- | --------------------- |
| 1                                            | 11    | Stef Bollen                  | De Dee Arlet Star                         | LR      | Výborný 1   | CACIT, CACT           |
| 2                                            | 13    | Paul Lesage                  | Masters of Water Nott                     | LR      | Výborný 2   | Res. CACIT, Res. CACT |
|                                              | 9     | Emmanuel Cormier             | Masters of Water Nice                     | LR      | Velmi dobrý |                       |
|                                              | 7     | Zoccali Angelo               | Groowingtide                              | LR      | Velmi dobrý |                       |
|                                              | 10    | Annika Christiansen          | Stenhøjgårds Fascination                  | LR      | Velmi dobrý |                       |
|                                              | 28    | Stefano Martinoli            | Jane Wells DJ Persik                      | LR      | Dobrý       |                       |
|                                              | 26    | Roy Ehbel                    | Rebel Blend Daddy Longlegs                | LR      | Dobrý       |                       |
|                                              | 8     | Marek Ďurka                  | Arapaho Remus Lavondyss                   | LR      | n.c.        |                       |
| soutěžící, kteří nepostoupili do druhého dne |       |                              |                                           |         |             |                       |
|                                              | 14    | Kurt Becksteiner             | Fendawood Dave                            | LR      | n.c.        |                       |
|                                              | 16    | Philipp Birchbauer           | Glenbriar Hiral                           | LR      | n.c.        |                       |
|                                              | 4     | Jon Andersen                 | Frank In Greenwood                        | LR      | n.c.        |                       |
|                                              | 30    | Maarit Saarinen              | Fendawood Louisiana                       | LR      | n.c.        |                       |
|                                              | 21    | Timo Luomanen                | Ragweed's Easyrider of Fendawood          | LR      | n.c.        |                       |
|                                              | 1     | Sandra Krainz                | Highwalk Limerick                         | LR      | n.c.        |                       |
|                                              | 15    | Petra Vingerhoets            | Heather of the Spring Cottage             | LR      | n.c.        |                       |
|                                              | 27    | Jürjen Dijkstra              | Sasawot Aranyu Sinne                      | LR      | n.c.        |                       |
|                                              | 25    | Clarisse Desloover           | Masters of Water Only Born To Be The Best | LR      | n.c.        |                       |
|                                              | 29    | Jochen Waschke               | Saffronlyn Woodcock                       | LR      | n.c.        |                       |
|                                              | 12    | Xabier Moyua Telleria        | Cherokee De Igaraba                       | LR      | n.c.        |                       |
|                                              | 19    | Martin Incédi                | Arapaho Shelf Lavondyss                   | LR      | n.c.        |                       |
|                                              | 23    | Kristie Deckers              | Kensteen Rocket                           | LR      | n.c.        |                       |
|                                              | 24    | Maria Kacsalova              | Spiritlane Anagarika                      | LR      | n.c.        |                       |
|                                              | 5     | Emmanuel Cormier             | Cool Mint Arlet Star                      | LR      | n.c.        |                       |
|                                              | 17    | Werner Reicher               | Elderwood a Masterpiece                   | LR      | n.c.        |                       |
|                                              | 3     | Jukka Rastas                 | Lekking Clover Astro                      | LR      | el.         |                       |
|                                              | 20    | Ricci Roberta                | Think Twice Some Other Time               | GR      | el.         |                       |
|                                              | 2     | Francisco Isern Canet        | Elsa De Enanzo                            | LR      | el.         |                       |
|                                              | 6     | Luis Alberto Montuenga Dueso | Emma De Enanzo                            | LR      | el.         |                       |
|                                              | 22    | Heike Jansky                 | Adrenaline of Druid's Peak                | LR      | el.         |                       |
|                                              | 18    | Rita Kökény                  | Blackthorn Aruna Russki                   | LR      | el.         |                       |

n.c. - neklasifikován (anglicky not classified)
el. - vyloučen (anglicky eliminated)